# لويس إدواردو بيريز
لويس إدواردو بيريز (بالإسبانية: Luis Eduardo Pérez) (و. 1774 – 1841 م) هو سياسي من الأوروغواي ولد في مونتيفيديو.

## التعليم
تعلم في جامعة كولومبيا.